# MONSTA Xs Right Now
《MONSTA Xs Right Now》是韓國Mnet電視台的綜藝節目，由MONSTA X出演。節目將展現MONSTA X成員個人意願拍攝（無劇本、無導演），進而展現MONSTA X成員不同的個人魅力，同時在節目中能看見MONSTA X各種不同的面貌。